# Danh sách đơn vị hành chính cấp huyện khu vực Đông Nam Bộ
Đây là danh sách các đơn vị hành chính cấp huyện của Đông Nam Bộ. Tính đến ngày 1 tháng 2 năm 2025, danh sách có tổng cộng 69 đơn vị, gồm: 1 thành phố thuộc thành phố trực thuộc trung ương, 10 thành phố thuộc tỉnh, 7 thị xã, 16 quận và 35 huyện.

## Danh sách các đơn vị hành chính cấp huyện
| STT | Tên thành phố/ quận/huyện/ thị xã | Tỉnh/ Thành phố   | Dân số            | Diện tích (km²) | Mật độ dân số (người/ km²) | Trụ sở UBND     | Hành chính | Hành chính | Hành chính |
| STT | Tên thành phố/ quận/huyện/ thị xã | Tỉnh/ Thành phố   | Dân số            | Diện tích (km²) | Mật độ dân số (người/ km²) | Trụ sở UBND     | Phường     | Thị trấn   | Xã         |
| --- | --------------------------------- | ----------------- | ----------------- | --------------- | -------------------------- | --------------- | ---------- | ---------- | ---------- |
| 1   | Bà Rịa                            | Bà Rịa – Vũng Tàu | 235.192           | 91,04           | 2.583                      | Phước Trung     | 7          | -          | 3          |
| 2   | Châu Đức                          | Bà Rịa – Vũng Tàu | 143.306           | 422,6           | 339                        | Ngãi Giao       | -          | 2          | 14         |
| 3   | Côn Đảo                           | Bà Rịa – Vũng Tàu | 13.112            | 75,79           | 173                        | Côn Đảo         | -          | -          | -          |
| 5   | Long Đất                          | Bà Rịa – Vũng Tàu | 241.501           | 267,42          | 903                        | Đất Đỏ          | -          | 2          | 5          |
| 6   | Phú Mỹ                            | Bà Rịa – Vũng Tàu | 195.591           | 333,02          | 587                        | Phú Mỹ          | 5          | -          | 5          |
| 7   | Vũng Tàu                          | Bà Rịa – Vũng Tàu | 464.860           | 141,1           | 3295                       | Phường 1        | 16         | -          | 1          |
| 8   | Xuyên Mộc                         | Bà Rịa – Vũng Tàu | 141.842           | 642,18          | 221                        | Phước Bửu       | -          | 1          | 12         |
| 9   | Bàu Bàng                          | Bình Dương        | 119.760           | 340.02          | 352                        | Lai Uyên        | -          | 1          | 7          |
| 10  | Bắc Tân Uyên                      | Bình Dương        | 64.523            | 400,88          | 161                        | Tân Thành       | -          | 1          | 10         |
| 11  | Bến Cát                           | Bình Dương        | 364.578           | 234,35          | 1556                       | Mỹ Phước        | 5          | -          | 3          |
| 12  | Dầu Tiếng                         | Bình Dương        | 130.813           | 721,95          | 181                        | Dầu Tiếng       | -          | 1          | 11         |
| 13  | Dĩ An                             | Bình Dương        | 463.023           | 60              | 7.717                      | Dĩ An           | 7          | -          | -          |
| 14  | Phú Giáo                          | Bình Dương        | 95.433            | 544,44          | 175                        | Phước Vĩnh      | -          | 1          | 10         |
| 15  | Tân Uyên                          | Bình Dương        | 466.053           | 191,76          | 2.430                      | Uyên Hưng       | 6          | -          | 6          |
| 16  | Thủ Dầu Một                       | Bình Dương        | 336.705           | 118,91          | 2.832                      | Phú Cường       | 14         | -          | -          |
| 17  | Thuận An                          | Bình Dương        | 618.984           | 83,71           | 7.394                      | Lái Thiêu       | 9          | -          | 1          |
| 18  | Bình Long                         | Bình Phước        | 105.520           | 126,28          | 836                        | Hưng Chiến      | 4          |            | 2          |
| 19  | Bù Đăng                           | Bình Phước        | 139.009           | 1.503           | 92                         | Đức Phong       |            | 1          | 15         |
| 20  | Bù Đốp                            | Bình Phước        | 55.131            | 377,5           | 146                        | Thanh Bình      |            | 1          | 6          |
| 21  | Bù Gia Mập                        | Bình Phước        | 147.967           | 1.061,16        | 139                        | Phú Nghĩa       |            |            | 8          |
| 22  | Chơn Thành                        | Bình Phước        | 121.083           | 390,34          | 310                        | Hưng Long       |            | 5          | 4          |
| 23  | Đồng Phú                          | Bình Phước        | 98.098            | 929,1           | 106                        | Tân Phú         |            | 1          | 10         |
| 24  | Đồng Xoài                         | Bình Phước        | 150.052           | 169,05          | 888                        | Tân Đồng        | 6          |            | 2          |
| 25  | Hớn Quản                          | Bình Phước        | 101.412           | 664,13          | 153                        | Tân Khai        |            |            | 13         |
| 26  | Lộc Ninh                          | Bình Phước        | 116.744           | 853,95          | 137                        | Lộc Ninh        |            | 1          | 15         |
| 27  | Phú Riềng                         | Bình Phước        | 93.540            | 673,76          | 139                        | Bù Nho          |            |            | 10         |
| 28  | Phước Long                        | Bình Phước        | 54.160            | 118,83          | 456                        | Long Thủy       | 5          |            | 2          |
| 29  | Biên Hòa                          | Đồng Nai          | 784.398 (2/2010)  | 264,1           | 2.970                      | Thanh Bình      | 28         |            | 6          |
| 30  | Cẩm Mỹ                            | Đồng Nai          | 137.870           | 468             | 295                        | Long Giao       |            |            | 13         |
| 31  | Định Quán                         | Đồng Nai          | 191.340           | 966,5           | 198                        | Định Quán       |            | 1          | 14         |
| 32  | Long Khánh                        | Đồng Nai          | 130.704           | 194,1           | 673                        | Xuân An         | 11         |            | 4          |
| 33  | Long Thành                        | Đồng Nai          | 188.594 (2/2010)  | 431,0102        | 438                        | Long Thành      |            | 1          | 14         |
| 34  | Nhơn Trạch                        | Đồng Nai          | 158.256           | 410,9           | 385                        | Phú Hội         |            |            | 12         |
| 35  | Tân Phú                           | Đồng Nai          | 155.926           | 775             | 201                        | Tân Phú         |            | 1          | 17         |
| 36  | Thống Nhất                        | Đồng Nai          | 146.932           | 247,2           | 594                        | Dầu Giây        |            |            | 10         |
| 37  | Trảng Bom                         | Đồng Nai          | 245.729           | 326,1           | 753                        | Trảng Bom       |            | 1          | 16         |
| 38  | Vĩnh Cửu                          | Đồng Nai          | 124.912           | 1.092           | 114                        | Vĩnh An         |            | 1          | 11         |
| 39  | Xuân Lộc                          | Đồng Nai          | 205.547           | 726,8           | 283                        | Gia Ray         |            | 1          | 14         |
| 40  | Quận 1                            | TP Hồ Chí Minh    | 142.625           | 7,72            | 18.475                     | Bến Nghé        | 10         |            |            |
| 41  | Quận 3                            | TP Hồ Chí Minh    | 190.375           | 4,92            | 38.694                     | Võ Thị Sáu      | 12         |            |            |
| 42  | Quận 4                            | TP Hồ Chí Minh    | 175.329           | 4,18            | 41.945                     | Phường 13       | 13         |            |            |
| 43  | Quận 5                            | TP Hồ Chí Minh    | 159.073           | 4,27            | 37.254                     | Phường 8        | 14         |            |            |
| 44  | Quận 6                            | TP Hồ Chí Minh    | 233.561           | 7,19            | 32.712                     | Phường 1        | 14         |            |            |
| 45  | Quận 7                            | TP Hồ Chí Minh    | 360.155           | 35,69           | 10.091                     | Tân Phú         | 10         |            |            |
| 46  | Quận 8                            | TP Hồ Chí Minh    | 424.667           | 19,18           | 22.141                     | Phường 5        | 16         |            |            |
| 47  | Quận 10                           | TP Hồ Chí Minh    | 234.819           | 5,72            | 36.690                     | Phường 14       | 14         |            |            |
| 48  | Quận 11                           | TP Hồ Chí Minh    | 209.867           | 5,14            | 40.830                     | Phường 10       | 16         |            |            |
| 49  | Quận 12                           | TP Hồ Chí Minh    | 420.146           | 52,74           | 11.759                     | Tân Chánh Hiệp  | 11         |            |            |
| 50  | Bình Chánh                        | TP Hồ Chí Minh    | 705.508           | 252,5           | 2.793                      | Tân Túc         |            | 1          | 15         |
| 51  | Bình Tân                          | TP Hồ Chí Minh    | 784.173           | 52,02           | 15.074                     | An Lạc          | 10         |            |            |
| 52  | Bình Thạnh                        | TP Hồ Chí Minh    | 499.164           | 20,8            | 24.021                     | Phường 14       | 20         |            |            |
| 53  | Cần Giờ                           | TP Hồ Chí Minh    | 71.526            | 704,2           | 72                         | Cần Thạnh       |            | 1          | 6          |
| 54  | Củ Chi                            | TP Hồ Chí Minh    | 462.047           | 434,5           | 1.063                      | Củ Chi          |            | 1          | 20         |
| 55  | Gò Vấp                            | TP Hồ Chí Minh    | 676.899           | 19,74           | 34.308                     | Phường 10       | 16         |            |            |
| 56  | Hóc Môn                           | TP Hồ Chí Minh    | 542.243           | 109,18          | 4.967                      | Hóc Môn         |            | 1          | 11         |
| 57  | Nhà Bè                            | TP Hồ Chí Minh    | 206.837           | 100,41          | 2.060                      | Nhà Bè          |            | 1          | 6          |
| 58  | Phú Nhuận                         | TP Hồ Chí Minh    | 163.961           | 4,88            | 33.737                     | Phường 11       | 15         |            |            |
| 59  | Tân Bình                          | TP Hồ Chí Minh    | 474.792           | 22,38           | 21.168                     | Phường 14       | 15         |            |            |
| 60  | Tân Phú                           | TP Hồ Chí Minh    | 485.348           | 16,08           | 30.391                     | Tân Phú         | 11         |            |            |
| 61  | Thủ Đức                           | TP Hồ Chí Minh    | 1.013.795         | 211,56          | 4.792                      | Thạnh Mỹ Lợi    | 34         |            |            |
| 62  | Bến Cầu                           | Tây Ninh          | 62.934            | 233,3           | 270                        | Bến Cầu         |            | 1          | 8          |
| 63  | Châu Thành                        | Tây Ninh          | 130.101           | 571,3           | 228                        | Châu Thành      |            | 1          | 14         |
| 64  | Dương Minh Châu                   | Tây Ninh          | 104.300           | 452,8           | 230                        | Dương Minh Châu |            | 1          | 10         |
| 65  | Gò Dầu                            | Tây Ninh          | 137.019           | 250,5           | 547                        | Gò Dầu          |            | 1          | 8          |
| 66  | Hòa Thành                         | Tây Ninh          | 139.011           | 81,8            | 1.699                      | Long Hoa        | 4          |            | 4          |
| 67  | Tân Biên                          | Tây Ninh          | 93.813            | 853             | 110                        | Tân Biên        |            | 1          | 9          |
| 68  | Tân Châu                          | Tây Ninh          | 121.393           | 1.110,4         | 109                        | Tân Châu        |            | 1          | 11         |
| 69  | Tây Ninh                          | Tây Ninh          | 153.537 (12/2013) | 140,0081        | 1.097                      | Phường 3        | 7          |            | 3          |
| 70  | Trảng Bàng                        | Tây Ninh          | 152.339           | 337,8           | 451                        | Trảng Bàng      | 6          |            | 4          |

     Thành phố tỉnh lỵ
     Thành phố trực thuộc tỉnh/ thành phố trực thuộc trung ương
     Thị xã
     Quận
     Huyện đảo
     Huyện lỵ là một xã
     Phường trung tâm của quận, thành phố thuộc tỉnh hoặc thị xã